# Purchatnica piaskowa

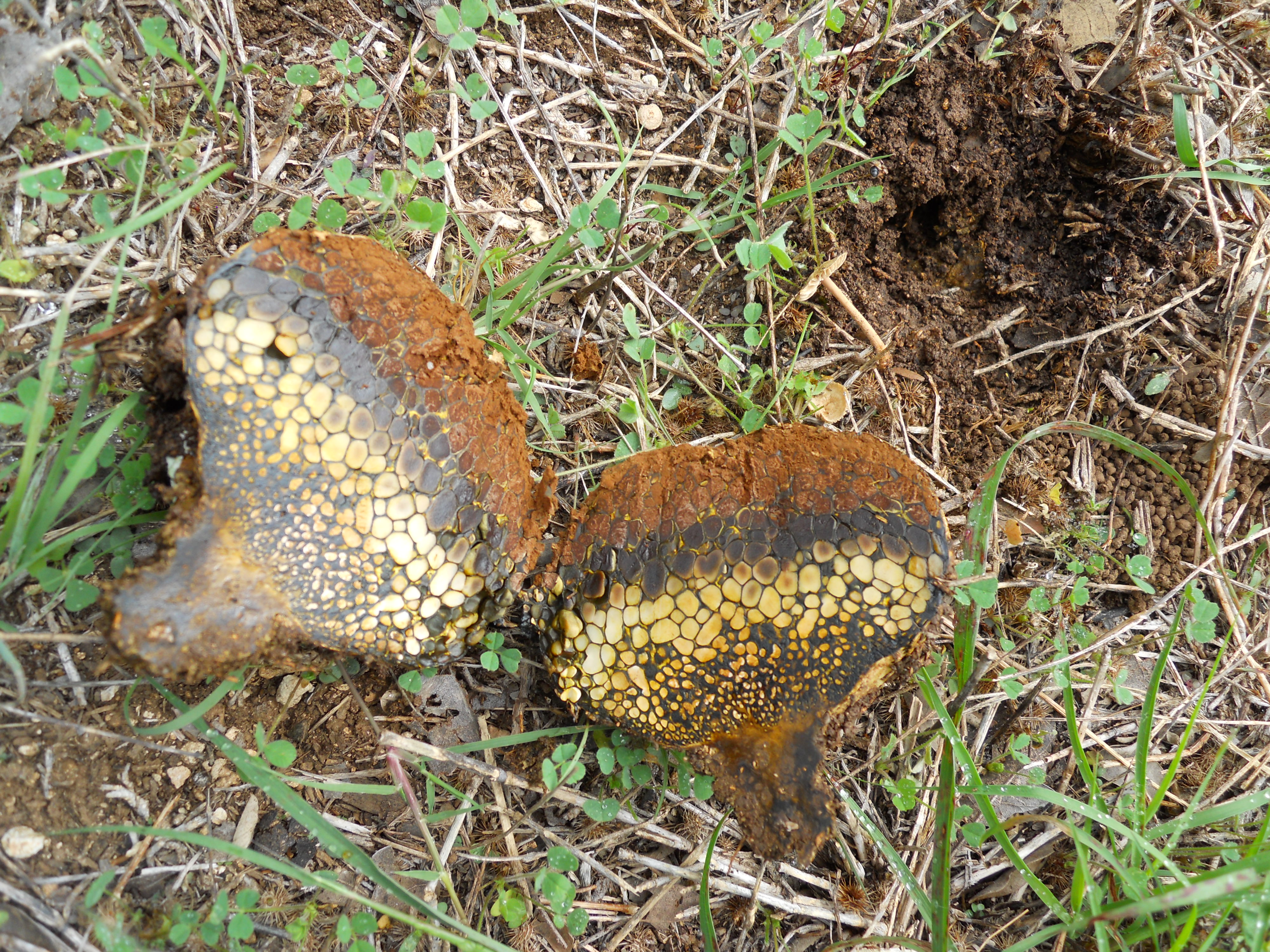

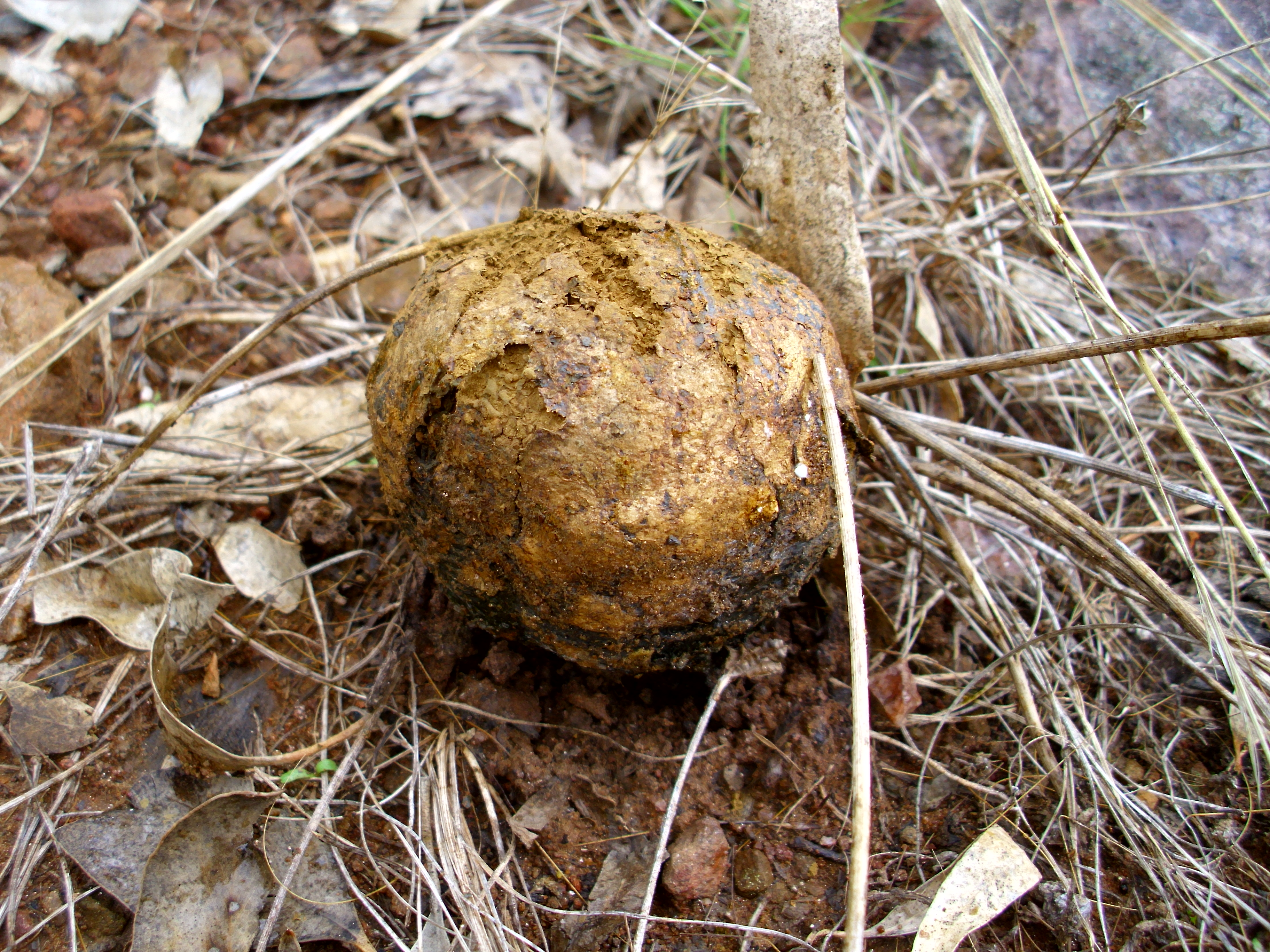

Purchatnica piaskowa (Pisolithus arhizus (Scop.) Rauschert – gatunek grzybów z rodziny tęgoskórowatych (Sclerodermaceae).

## Systematyka i nazewnictwo
Pozycja w klasyfikacji według Index Fungorum: Pisolithus, Sclerodermataceae, Boletales, Agaricomycetidae, Agaricomycetes, Agaricomycotina, Basidiomycota, Fungi.
Po raz pierwszy zdiagnozował go w 1786 r. J.A. Scopoli jako gatunek purchawki nadając mu nazwę Lycoperdon arrizon. Obecną, uznaną przez Index Fungorum nazwę nadał mu S. Rauschert w 1959 r.
Ma 40 synonimów.
Nazwę polską nadał Franciszek Błoński w 1896 r. W polskim piśmiennictwie mykologicznym gatunek ten opisywany był też pod nazwami purchatnica bulwiasta i grochówka bulwiasta. 

## Morfologia
Owocnik
Średnica 3–13 cm, kształt maczugowaty, lub odwrotnie gruszkowaty, z długą, płonną podstawą, często w kształcie trzonu.  Ma ona długość 2–18 cm i szerokość 1–8 cm, nieregularny kształt, dołem  jest zaokrąglona, klinowata lub korzeniowata, przerastająca podłoże. Młode okazy są mięsiste, prawie całkowicie zagłębione w podłożu, dojrzałe wystają z niego. Perydium jednowarstwowe, cienkie, o powierzchni gładkiej lub chropowatej, czasami z garbkiem na szczycie. Młode osobniki mają barwę ochrowożółtą, starsze ciemnobrązową. Gleba początkowo jasnożółta, potem siarkowożółta, w końcu brązowa. W młodych owocnikach jest marmurkowata, podzielona strzępkami tramy na komory tworzące perydiole. W perydiolach tych powstają podstawki i zarodniki. W dojrzałych owocnikach perydium rozpada się, uwalniając zarodniki.
Zmienność kształtu w obrębie gatunku jest bardzo duża.
Cechy mikroskopowe
Podstawki maczugowate, 4-zarodnikowe z krótkimi sterygmami. Zarodniki kuliste, o średnicy 9–10,5 μm, powierzchni gęsto pokrytej brodawkami i barwie ciemnobrązowej lub czekoladowo-brunatnej. Włośni brak, występuje natomiast nibywłośnia o hialinowych septowanych strzępkach.

## Występowanie
Występuje na wszystkich kontynentach poza Antarktydą, zarówno w strefach o klimacie umiarkowanym, jak i tropikalnym. W Europie na północy sięga po 64,3 stopień szerokości geograficznej na Półwyspie Skandynawskim.  W polskim piśmiennictwie naukowym do 2003 r. gatunek notowany na kilkunastu stanowiskach w różnych miejscach Polski.  Znajduje się na Czerwonej liście roślin i grzybów Polski. Ma status R – gatunek potencjalnie zagrożony z powodu ograniczonego zasięgu geograficznego i małych obszarów siedliskowych.
Owocniki pojawiają się pojedynczo lub gromadnie w świetlistych lasach i na ich obrzeżach, leśnych drogach, wrzosowiskach, a nawet na wydmach. Rośnie na podłożu piaszczystym lub krzemionkowej glebie.

## Znaczenie
Purchatnica piaskowa jest w leśnictwie jednym z grzybów stosowanych do sztucznej mikoryzacji sadzonek drzew. Wchodzi z nimi w mikoryzę, przyspieszając wzrost sadzonek.
Dawniej była używana jako naturalny barwnik do farbowania tkanin.